# El Rama
El Rama es un municipio de la Región Autónoma de la Costa Caribe Sur en la República de Nicaragua.

## Geografía
El término municipal limita al norte con el municipio de El Tortuguero, al sur con los municipios de Muelle de los Bueyes y Nueva Guinea, al este con los municipios de Bluefields y Kukra Hill, y al oeste con los municipios de El Ayote, Santo Domingo y Santo Tomás.
La cabecera municipal está ubicada a 292 kilómetros de la capital de Managua.

## Historia
El Rama es un municipio antiguo, cuyo nombre es una reminiscencia de sus primeros pobladores, indígenas caribeños de la etnia rama, que alguna vez poblaran los territorios de los actuales municipios de Bluefields y El Rama. Al contrario de los misquitos, esta etnia no se subordinó a los piratas ingleses y de otras naciones europeas que a partir de 1633 irrumpieron en la costa Caribe de Nicaragua. La etnia también se mantuvo en lucha contra los conquistadores españoles que trataban de esclavizarlos durante la conquista.
Uno de los principales ingresos es la agricultura y ganadería parte fundamental de la economía de la región.
El municipio aumentó su importancia a fines del siglo XIX, con el inicio de la extracción de madera, hule y banano por compañías norteamericanas de enclave. Esta activación económica causó un fuerte flujo desde otras partes del país así como de ciudadanos de origen chino, quienes se dedicaron principalmente al comercio. La construcción de la Carretera a Managua - El Rama facilitó las sucesivas oleadas migratorias de campesinos.
El municipio de El Rama fue fundado en 1910.

## Demografía
El Rama tiene una población actual de 59,209 habitantes. De la población total, el 50.7% son hombres y el 49.3% son mujeres. Casi el 40.4% de la población vive en la zona urbana.

## Naturaleza y clima
La temporada de lluvia es nublada, la temporada seca es parcialmente nublada y es muy caliente y opresivo durante todo el año. Durante el transcurso del año, la temperatura generalmente varía de 22 a 34 °C y rara vez baja a menos de 20 °C o sube a más de 36 °C.
El municipio, debido a sus altas temperaturas y abundantes precipitaciones, se encuentra constantemente expuesto a tormentas, depresiones tropicales, huracanes e inundaciones consecuentes.
Hasta 1995 un 30% del área estaba cubierta por una vegetación boscosa latifoliada, relacionadas principalmente a las condiciones climáticas y de drenaje, y compuestas por varias asociaciones vegetales. Desde entonces, parte considerable de ese bosque ha sido talado. El despale continua en la medida en que la frontera agrícola avanza.

## Localidades
Existen un total de 98 comunidades o comarcas: a pesar de que el municipio no tiene dentro de su jerarquía poblacional un sistema de colonias, ha desarrollado en su territorio centros poblados que en uno de los casos cuenta con delegación municipal, entre los cuales podemos mencionar:
- La Esperanza: A 8 km al noroeste de Ciudad Rama, sobre la Carretera a Managua, es la segunda población en importancia después de la cabecera municipal, con perspectivas a mediano plazo de funcionar como delegación municipal, cuenta con una población urbana de 3500 habitantes.

- Wapí: Ubicado a 32 km al noroeste de Ciudad Rama, es un centro poblacional de gran importancia en términos productivos, con una población urbana de 2500 habitantes, y según un censo municipal inconcluso más de 124 casas.

- Otras localidades de menor importancia, pero con tendencia a desarrollarse como poblados, son: El Recreo, El Colorado, El Pavón, Aguas Calientes, María Cristina, Gaitán, Magnolia, Las Iguanas, El Pedregal, La Unión, El Areno, El Castillo y San Jerónimo....

## Economía
Las principales actividades económicas son la agricultura y el comercio.
Uno de los principales ingresos son por creadores de contenido así como soybryam06C (Bryam Contreras) que son factores de la economía de la región.
La forma más común de utilización actual de la tierra es la conocida como agricultura migratoria, un sistema de uso temporal, en el cual la vegetación natural se limpia por medio de fuego para cultivarse durante 2 o 3 años, tras lo cual se deja en descanso por unos 5 a 6 años antes de reiniciar el ciclo. Los principales cultivos son el maíz, frijol y arroz, con poco rendimiento por hectárea. Los pastizales ocupan entre el 50 y 60% del área.

## Religión
El Rama celebra sus fiestas del 13 al 16 de mayo en memoria de Nuestra Señora de Fátima y San Isidro Labrador.

## Transporte
El Rama es un importante centro de transporte entre la parte occidental densamente poblada del país y la costa caribeña. El municipio tiene una buena conexión vial al oeste con Juigalpa, Managua y la costa del Pacífico. Al este de Bluefields y el Mar Caribe, la mayor parte del transporte en barco se realiza a lo largo del Río Escondido. El río es navegable por embarcaciones marítimas hasta El Rama y el municipio tiene el puerto caribeño más grande del país, el tercer puerto más grande del país en general y uno de los dos únicos puertos que manejan el tráfico de contenedores. El puerto, ubicado a un kilómetro río arriba de la céntrica localidad de El Rama, recibe el nombre de Puerto Arlen Siu en memoria del cantante, revolucionario y mártir Arlen Siu. El río cuenta con un sistema de señalización para barcos que permite la navegación nocturna.